# Charles Richet
Charles Robert Richet, francoski fiziolog in zdravnik, * 26. avgust, 1850, Pariz, Francija, † 4. december, 1935, Pariz, Francija.

## Mladost in ideja o imunizacijskem serumu
Richet je bil sin zdravnika in je prav tako šel študirati medicino na pariško univerzo, leta 1877 pa je tam diplomiral. Deset let pozneje je bil imenovan za profesorja fiziologije. Sprva je raziskoval različne stvari na področju fiziologije, kot npr. nevrokemijo, prebavo, termoregulacijo v homeotermnih živalih in dihanje. Leta 1898 je postal član Nacionalne akademije za medicino (fr. Académie Nationale de Médecine).
Leta 1878 je Richet dobil idejo za izdelavo imunizacijskega seruma: če bi vbrizgal živali določeno snov (antigen), bi v njeni krvi nastala protitelesa. Slednja bi varovala pred patogenimi bakterijami ali bakterijskimi strupi. Serum s protitelesi bi tako lahko človeku podelil imunost proti določeni bolezni. Richet je tako hotel napraviti imuni serum za tuberkulozo, vendar se mu to ni posrečilo. Svoje delo je kljub temu nadaljebval in konec 19. stoletja ugotovil, da žival včasih pade v smrtni šok, če dobi še drugo dozo antigena. Ta poseben imunski odziv je Richet leta 1902 imenoval anafilaksa, iz grških besed ανα (ana), proti in φύλαξις (phylaxis), zaščita; dobesedno pomeni »čezmerna zaščita«.
Od takrat naprej so bili zdravniki posvarjeni: serumsko terapijo so morali dajati tako, da bi preprečili možnost preobčutljivosti, ki bi lahko povzročila serumsko bolezen. Preden so dali bolniku serum ali včasih tudi antibiotik, so morali napraviti teste, s katerimi so ugotovili stopnjo občutljivosti oz. senzibilizacije. Povrh vsega lahko zaradi naravne občutljivosti pride do neprijetne reakcije zaradi antigenov, ki so v naravi (npr. cvetni prah ali hrana), ko pride taka oseba v dotik z majhno količino takega antigena. Tako reakcijo so leta 1906 imenovali alergija. Za raziskave alergičnih reakcij so bile znanstvene raziskave Richeta izjemnega pomena.
Leta 1913 je za svoje delo o anafilaksi prejel Nobelovo nagrado za fiziologijo ali medicino. Leta 1914 je postal član Francoske akademije znanosti (Académie des sciences). V poznejših letih se je zanimal za telepatijo in druge pojave, ki jih danes imenujemo nadčutno dojemanje, pri tem so mu delali družbo tudi drugi tedanji znanstveniki. Leta 1919 je postal častni predsednik Mednarodnega inštituta za metafiziko (fr. Institut Métapsychique International) v Parizu, leta 1929 pa predsednik za nedoločen čas.

## Druga Richetova zanimanja
Richet je pisal in se zanimal za mnoge stvari znotraj in zunaj znanosti, še posebejo na področju zgodovine, sociologije, filozofije in psihologije ter tudi gledaliških iger in pesništva. Kot mladenič je pod pvsevdonimom objavil knjigo pesmi, v poznejših letih pa je pisal novele in igre. Bil je aktiven pacifist in je obsežno pisal o miru.